# Зоряні війни: ескадрилья розбійників
«Зоряні війни: ескадрилья „Бунтар“» (англ. Star Wars: Rogue Squadron) — майбутній пригодницький фільм у жанрі космічна опера, частина франшизи «Зоряні війни».

## Сюжет
Відомо, що фільм не стане прямою адаптацією ігор про ескадрилью розбійників: за словами режисера проєкту Петті Дженкінс, сценарій буде заснований на самостійній історії, хоча окремі елементи сюжету ігор і попередніх фільмів франшизи теж будуть враховані.

## Виробництво
У травні 2019 року було оголошено, що сценаристами і режисерами фільму стануть Девід Беніофф і Деніел Бретт Вайсс. Однак у жовтні того ж року вони покинули проєкт, і режисером стала Петті Дженкінс (постановниця «Диво-жінки» та «Диво-жінки 1984»). Наприкінці червня 2021 року сценаристом фільму призначений Метью Робінсон («Винахід брехні», «Автомонстри»). Сперше прем'єра фільму була намічена на 22 грудня 2023 рокуб проте пізніше її відклали на невизначений термін.